# Ballyspellan-Fibel
Die Ballyspellan-Fibel (CIIC 27)

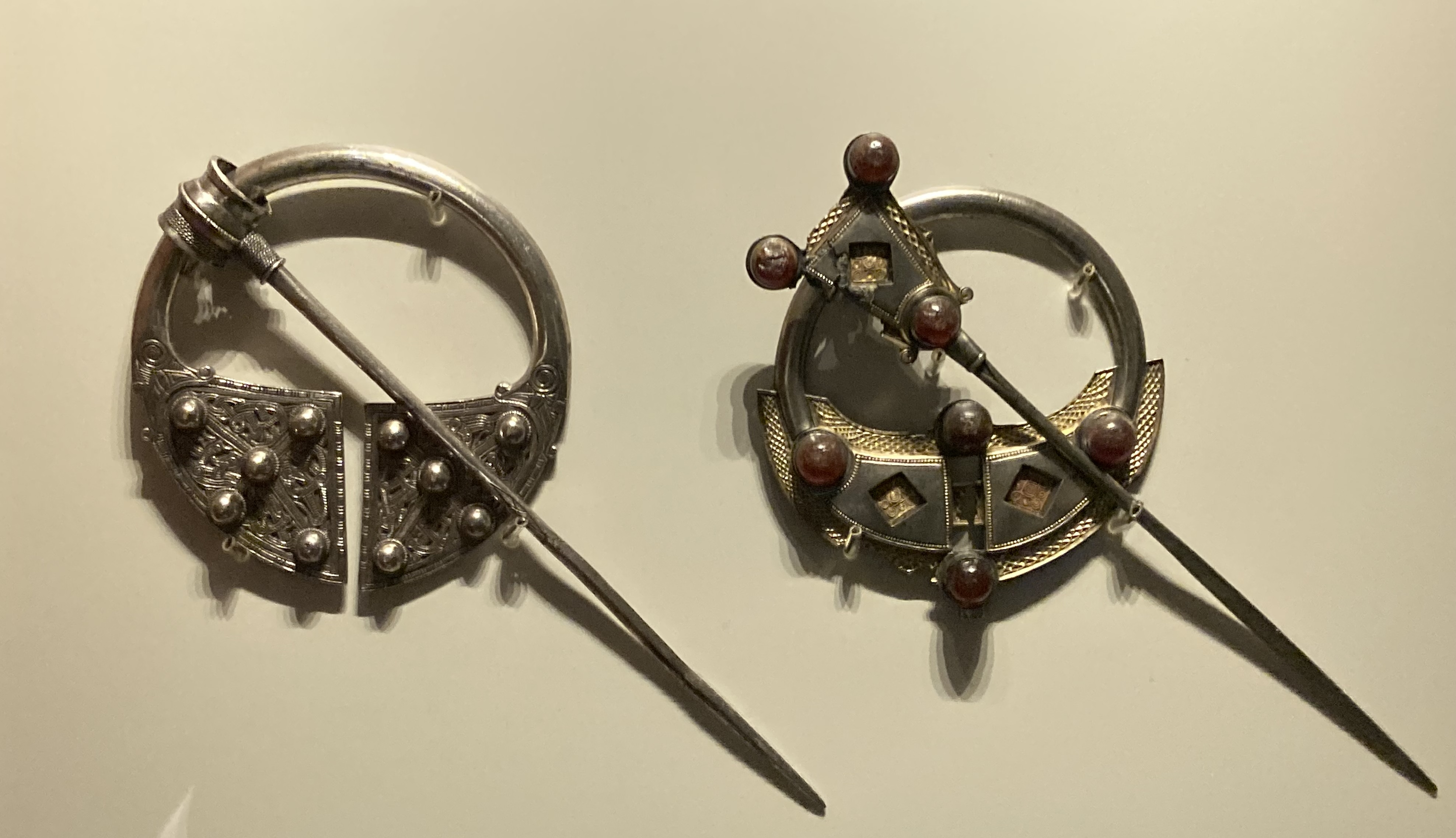
Ballyspellan-Fibel (links) und Loughmoe-Fibel

ist ein archäologischer Fund, der 1806 durch einen Bauern beim Graben auf dem Hügel im Townland Ballyspellan (irisch Baile Uí Spealáin), Grafschaft Kilkenny, Irland, entdeckt wurde. Es handelt sich um eine Ringfibel aus Silber mit einer 25,2 cm langen Nadel.
Auf der Rückseite der Gewandnadel sind vier Zeilen in Ogham-Inschrift eingeritzt. Aufgrund der Art der Verzierungen wird die Fibel ins 9. Jahrhundert n. Chr. datiert. Der Fund wird im Nationalmuseum von Irland in Dublin aufbewahrt.

## Inschrift

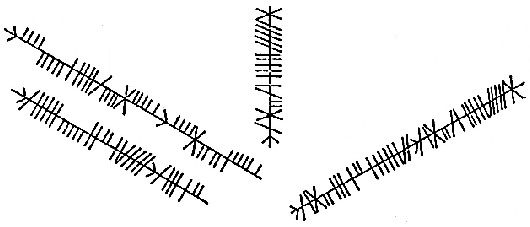
Vierzeilige Ogham-Inschrift – Nachzeichnung

Die Ogham-Zeichen sind auf der Rückseite der Ballyspellan-Fibel sauber eingeritzt. Die für viele Ogham-Inschriften typischen Anfangspfeile (nach rechts verlaufend), die auch die Leserichtung anzeigen, werden vor jedem neuen Wort verwendet. Für den Laut E wird bis auf eine Ausnahme (erstes E in CNAEMSECH) siebenmal das Forfid ᚕ verwendet, das in der Fachliteratur auch mit EA übertragen wird. Im Gegensatz zu Macalister, der ᚕ auf der Ballyspellan-Fibel durchgehend mit E überträgt, transkribiert Ziegler dieses Forfid sechsmal mit EA (nicht in CELLACH). Macalister vermutet in den vier Zeilen die Namen der aufeinander folgenden Besitzer der Fibel. Ziegler vermutet ebenfalls „lauter Eigennamen“.
Übertragung und Übersetzung nach Macalister:
CNAEMSECH CELLACH
Cnaemsech, (Sohn des) Cellach
MINODOR MUAD
Minodor, der Edle
MAELMAIRE
Mael-Maire
MAELUADAIG MAELMAIRE
Mael-Uadaig, (Sohn des) Mael-Maire
Übertragung nach Ziegler
CNAEMSEACH CELLACH
MINODOR MUAD
MAEALMAIREA
MAEALUADAIG MAEALMAIREA

## Besonderheit
Die Ballyspellan-Fibel gehört zu den bis heute in der Ogham-Fachliteratur nur zwölf erwähnten seltenen Kleinfunden, also Funde, bei denen die Ogham-Zeichen nicht in Steinplatten und Steinsäulen (etwa 400), sondern in kleine Objekte (vorwiegend Alltagsgegenstände) eingeritzt sind. Davon wurden einschließlich der Ballyspellan-Fibel sechs in Irland entdeckt, nämlich noch der Ballinderry-Würfel, der Dublin-Castle-Kamm, die Ennis-Perle, die Kilgulbin-Hängeschüssel und der Tullycommon-Knochen.